# Prisoji
Prisoji (cyr. Присоји) – wieś w Czarnogórze, w gminie Pljevlja. W 2011 roku liczyła 31 mieszkańców.